# Inter Press Service
Inter Press Service (IPS) ist eine internationale Nachrichtenagentur mit dem thematischen Schwerpunkt Berichterstattung über Entwicklungsländer, die Zivilgesellschaft und Globalisierung.
Nach eigenen Angaben verfolgt IPS das Ziel, benachteiligten Menschen und Gruppen eine Stimme zu geben, aus der Sichtweise von Entwicklungsländern zu berichten und die Standpunkte der Zivilgesellschaft wiederzugeben. Die Gleichstellung von Mann und Frau (das sogenannte Gender-Mainstreaming) wird ebenso als Priorität bei der Berichterstattung angesehen wie die Beurteilung von Auswirkungen der Globalisierung. Angeboten werden vor allem Reportagen und Features sowie Hintergrundinformationen. Die regierungsunabhängige Organisation hat beratenden Status im UN-Wirtschafts- und Sozialrat und den OECD-Status einer zum Bezug öffentlicher Entwicklungshilfe berechtigten internationalen Nichtregierungsorganisation.

## Geschichte
Die Gründung erfolgte 1964 als internationale gemeinnützige Journalistengenossenschaft durch den italienischen Journalisten Roberto Savio und den argentinischen Politologen Pablo Piacentini. Das anfängliche Ziel von IPS war es, die „Informationslücke“ zwischen Europa und Lateinamerika zu schließen, die sich im Anschluss an die Kubanische Revolution von 1959 aufgetan hatte.

## Organisation und Finanzierung
Es gibt Regionalbüros: Montevideo (Regionalbüro für Lateinamerika), Berlin-London (Europa und Mittelmeerraum), Neu-Delhi (Asien und Pazifik), New York (Nordamerika und Karibik) und Johannesburg (Afrika). Die meisten Journalisten berichten aus ihrem Heimatland.
IPS finanziert sich durch Medienkunden, als Empfänger von multilateralen und internationalen Programmen der Entwicklungszusammenarbeit und durch Projektfinanzierungen von Stiftungen. IPS ist laut Rauch in etwa der sechstgrößte internationale Nachrichtendienst.

## Dienste
Medien aller Art sowie die Zivilgesellschaft und UN-Organisationen gehören zu den Abonnenten von IPS. Hinzu kommen zahlreiche Einzelpersonen, die den kostenlosen Nachrichtendienst im Internet auf Englisch und Spanisch und in der Übersetzung in zehn weitere Sprachen empfangen, und zwar Arabisch, Deutsch, Finnisch, Französisch, Italienisch, Japanisch, Niederländisch, Portugiesisch, Schwedisch und Swahili.
Zudem veröffentlicht IPS einen Newsletter während bestimmter Großveranstaltungen wie UN-Konferenzen oder dem Weltsozialforum. Neben dem Nachrichtendienst bietet IPS Fortbildungen für Journalisten an und unterhält Projektpartnerschaften mit Organisationen der Zivilgesellschaft und sozialen Bewegungen.

## Bewertung
Aktuell nimmt IPS in der internationalen Medienlandschaft nur eine Randstellung ein. Gründe dafür seien u. a.:
1. die begrenzten finanziellen Mittel;
2. die geringe Anzahl an Korrespondenten (in vielen Ländern beschäftigt IPS nur freie Mitarbeiter);
3. fehlende finanzielle und personelle Möglichkeiten, über alle Regionen und Themen in angemessenem Umfang zu berichten und zeitnahe Nachrichten und Nachberichte zu liefern;
4. die Tatsache, dass der Schwerpunkt auf Hintergrundinformationen nicht besonders attraktiv für die vom Markt gelenkten kommerziellen Medien ist (Giffard, 1998: 200).

2005 wurde Inter Press Service mit dem Alternativen Medienpreis ausgezeichnet.